# На твојим уснама (сингл)
На твојим уснама је сингл музичке рок групе Галија. Објављен је 1991. године на винил формату за издавачку кућу ПГП РТБ. На издању се налазе песме На твојим уснама и Слобода. Текстове песама писали су Радоман Кањевац и Братислав Златковић.